# Església de la Puríssima Concepció de Segart
L'església de la Puríssima Concepció de Segart, al municipi del mateix nom, de la comarca de Camp de Morvedre, a la Província de València; és un petit temple parroquial de maçoneria, fou edificat entre 1796 i 1802 i pertany a l'estil tardoclassicista. També és denominada "de la Immaculada Concepció" com així es descriu a la làpida commemorativa, de 38 per 51 cm, situada a la façana, encara que anteriorment estava al lateral A honra i glòria de la Immaculada Concepció de Maria Santíssima es va construir aquest temple des de 1796 fins a 1802.
A causa de la pobresa de les gents de Segart que havien de sufragar les despeses de construcció es va concedir permís perquè poguessin treballar en les obres els diumenges i dies festius. El nom de l'advocació de l'església va ser posat per Sant Joan de Ribera durant el temps que va ser arquebisbe de València (1569-1611). Fou elevada a parròquia d'entrada el 28 de desembre de 1953, anteriorment va ser coadjutora de la parròquia d'Albalat dels Tarongers.
Una de les més restauracions més importants tingué lloc l'any 1991, quan es va substituir el vell campanar original per un nou de tres arc. En l'arc central es va situar la campana principal, del segle xvii i fosa en bronze que té com a inscripció la frase en francès "Love Soit iamais le tres adorable sacremant de lavtel", que en francès actual s'escriuria "Loué soit à jamais le très adorable sacrement de l'autel", és a dir, "Lloat siga sempre el molt adorable sacrament de l'altar". Els altres dos arcs estan completats amb sengles campanes de bronze, una amb el nom de Santa Creu i amb un pes aproximat de 31 quilograms i l'altra, l'Ecce Homo, amb un pes aproximat de 46 quilograms. També es van realitzar obres a la façana principal i lateral fins a treure la pedra de la construcció inicial.

## Interior del temple
L'edifici té una superfície de 90 m² i unes mesures de 15 metres de llarg x 6 metres d'ample. És de nau única amb 20 columnes adossades d'estil jònic. És juntament amb la de Benicalaf, l'exemple més petit de temple parroquial al Camp de Morvedre. Té capelles entre els contraforts a la manera valenciana seguint la tradició gòtica. La coberta de la volta és de mig canó i està construïda sobre pilars i columnes adossades, arcs faixons i  formers de  mig punt. el cor està en alt sobre l'accés d'una portada senzilla i sostingut per un llarg llindar (arquitectura) i torre adjunta d'un cos i rematada de maçoneria al costat dret mirant des de l'Epístola.
A l'interior hi ha un retaule major amb una imatge de la titular de l'església d'escaiola decorada i als costats hi ha dues fornícules amb un Sagrat Cor de guix decorada i un Ecce Homo en quadre d'esmalt de fins del segle xviii de 0,35 per 0,24 metres, que és considerat miraculós. La procedència de l'esmentat quadre podria ser del Monestir de Sant Esperit a Gilet. A les capelles laterals hi ha imatges de  Santa Teresa i Sant Crist crucificat, aquest últim en fornícula, i de Sant Vicent Ferrer, a la banda esquerra o de l'Epístola. i en l'oposat baptisteri amb pila pètria moderna amb una litografia del baptisme de Crist i fornícules amb imatges de la Immaculada Concepció, de menor grandària, i Sant Josep dues talles són del segle xix, i Nen Jesús, també petit, sobre cartel entre dues columnes sortints.

## Sacerdots i rectors
- Joan Pavia

En el Quinque Libri de Petrés ix reflectit que és cura de Segart i Albalat a 1628.
- Bertomeu de Castro (1794? -1802 ?)

El 10 d'agost de 1794 firma com capellà d'Albalat i Segart.
- Marià Bertomeu

Durant l'ocupació francesa va ser capellà de Segart i Albalat.
- Josep Pérez Iñiguez (1844? - 1862?)

Va viure el procés de separació eclesiàstica entre Segart i Albalat (1844 - 1862).
- Roc Carrera Guillem (1890 - 1892?)

Nascut a Segart i doctorat en Teologia dona la seva primera missa l'1 d'abril de 1890. Té dedicat un carrer a la població.
- Josep Bau Burguet (1892 - 1904)

Actualment en procés de beatificació.
Josep Martínez Roldan conta un fet  miraculós de Mossèn Bau Burguet: 
| « | D'aquesta parròquia fou rector mossèn Josep Bau, que morí en fama de sant. He sentit referir como un dia vingué a visitar-lo mossèn Vicent Fontelles, rector que fou de Santa Maria durant la República. Trobà la porta de l'abadia junta, i como que el cridava i no responia, hi entrà. Pensant si estaria dalt, pujà al pis i el veié en èxtasi, tot ell enlairat davant una imatge. | » |

Té dedicat un carrer a la població, l'antic carrer de la pujadeta. També es va instal·lar una foto seva en ceràmica a l'exterior de la casa abadia amb el text En esta Abadía vivió 1892-1904. El Siervo de Dios Rvdo. D. José Bau Burguet santificando al pueblo de Segart con su vida de oración, Mortificación, Amor a la Eucaristía y Devoción a la Virgen María.
- Andreu Monzó Nogués (1939? - 1951?)

Sacerdot d'Albalat dels Tarongers i autor de diversos llibres i articles sobre la història del terme d'Albalat i Segart.
- Enric Gil Guillem (8 de juliol de 1961 - ?)[4]
- Antoni Ballester Ballester (1990-2019)

Professor al Seminari conciliar de València, porta el procés de beatificació de mossèn Josep Bau Burguet i durant el seu mandat com a rector de la parròquia ha realitzat la rehabilitació de l'església parroquial. Per raons d'edat cessa com a rector de Segart l'any 2019 i serà nomenat adscrit a la mateixa.
- Josep Diego Morell (2019-2021)[7]
- Vicent Planells Jarmolich (2021-actualitat)[8]

## Arxiu parroquial
La partida més antiga de baptisme que es conserva data de l'any 1862, la de matrimoni i defuncions del mateix any. Està completa la sèrie de llibres de Baptisme des de l'any 1862 va fins a 1918, ambdós inclosos. De matrimonis 1862-1918, de 1919-1930 i de 1942 en endavant. De defuncions 1862-1918, 1919-1930 i 1942 en endavant.

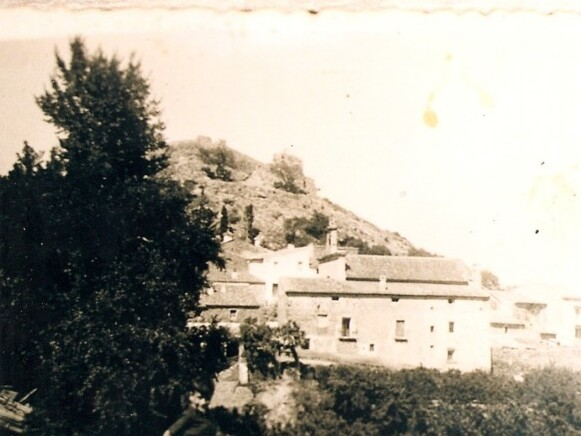
Imatge dels anys 1940.
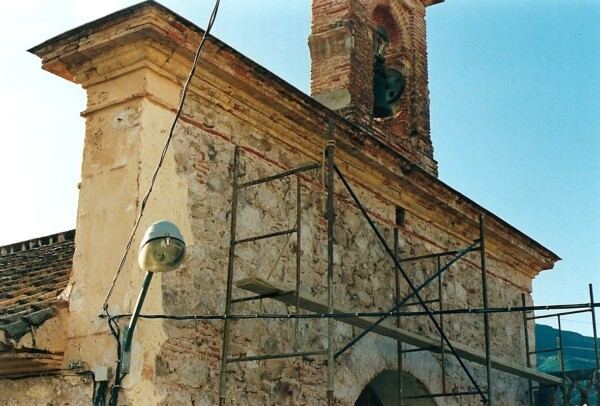
Restauració en 1991.
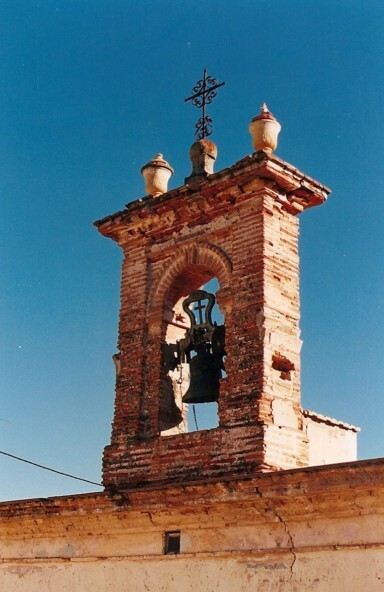
Campanar antic.
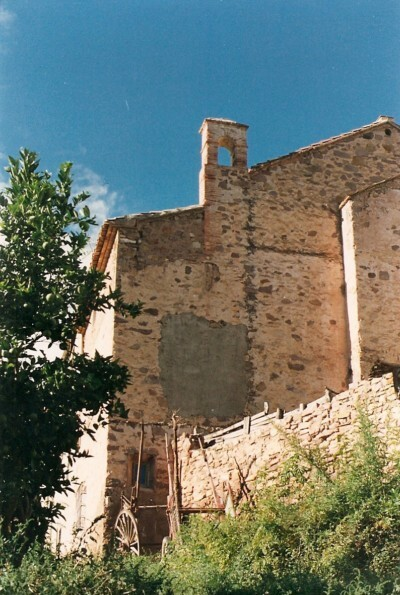
Església per darrere.